# Eberhard Ladwig
Eberhard Ladwig (* 25. Juli 1923 in Erfurt; † 26. August 2006 in Mühlhausen/Thüringen) war ein deutscher Botaniker. Er wirkte ab 1950 am Pädagogischen Institut in Mühlhausen und ab 1969 an der Pädagogischen Hochschule Erfurt/Mühlhausen. Von 1969 bis 1988 war er ebendort Hochschullehrer im Fach Biologie bis 1988.

## Leben
Eberhard Ladwig wurde 1923 in Erfurt als Sohn eines Lehrers geboren und besuchte die Schulen in Tottleben, Gotha (Gymnasium mit Internat) und Bad Langensalza (Gymnasium). Nach der Kriegsgefangenschaft übernahm er eine Stelle als Neulehrer in Thamsbrück. Bereits 1950 wechselte er auf Einladung des damaligen Direktors Hans Fischer an das Pädagogische Institut in Mühlhausen/Thüringen, seit 1969 lehrte er an der Pädagogischen Hochschule Erfurt-Mühlhausen. 1965 promovierte Ladwig (Dr. rer. nat.) und erhielt 1969 die Berufung zum Hochschullehrer für Biologie.
Ladwig unterstützte zahlreiche botanische Gärten in Thüringen und weltweit mit seinem Spezialwissen und bemühte sich neben den Sammlungen im eigenen Garten und auf dem Gelände des Pädagogischen Instituts/später Pädagogischen Hochschule ab 1963 einen der Öffentlichkeit zugänglichen botanischen Garten in Mühlhausen einzurichten. Dieser Erfolg blieb ihm leider verwehrt. Wesentliche Teile seiner umfangreichen Sammlungen wurden nach Aufgabe der Gartenflächen durch die Pädagogische Hochschule und danach der städtischen Ausweichflächen durch die damaligen Entscheidungsträger der Stadt Mühlhausen Anfang dieses Jahrtausends von der Stadt Bad Langensalza übernommen. Die private Sammlung besteht weiterhin in Mühlhausen unter der Obhut der Erben.
Für sein unermüdliches Engagement für die Belange der Stadt Mühlhausen wurde Ladwig 2002 die Ehrenbürgerschaft der Stadt Mühlhausen verliehen.